# 原來談戀愛是這麼一回事
原來談戀愛是這麼一回事是香港女歌手姚焯菲的出道作，於2021年10月29日由愛爆音樂作數位發行，歌曲推出後於勁歌金榜成為雙週冠軍，於新城勁爆流行榜登上冠軍，並在903專業推介及中文歌曲龍虎榜分別登上亞軍及季軍，令姚焯菲以15歲3個月之齡成為最年輕獨唱冠軍歌歌手。歌曲的音樂錄影帶推出後突破310萬次點擊率。
姚焯菲憑着本歌曲首次在《香港金曲頒獎典禮》奪得「香港金曲金曲奬」。

## 歌曲背景
作為姚焯菲的出道作，歌曲承接姚焯菲於無綫電視歌唱選秀節目《聲夢傳奇》中一唱成名翻唱作品《戀愛預告》內的女生，對戀愛充滿幻想和期待。歌曲道出各種談戀愛需要學懂的事，打破少女情竇初開時對戀愛的幻想，姚焯菲以第三身出發，見證一對戀人從熱戀到分開的經歷，從別人經歷學懂如何看待一段戀情。

## 曲目
1. 原來談戀愛是這麼一回事
  - 作曲：Cousin Fung
  - 作詞：陳耀森
  - 編曲：Cousin Fung@emp
  - 監製：Cousin Fung@emp、Edward Chan

## 歌曲列表
| 線上下載 串流媒體 | 線上下載 串流媒體      | 線上下載 串流媒體 |
| 曲序              | 曲目                   | 时长              |
| ----------------- | ---------------------- | ----------------- |
| 1.                | 原來談戀愛是這麼一回事 | 3:41              |

## 音樂錄影帶
姚焯菲在音樂影片中化身人魚公主，在現實生活中作為一對戀人的定情信物。音樂影片中姚焯菲時而載歌載舞，時而變得一臉擔憂，也是與女主角（許月湘飾）在一段戀愛關係的狀態有關。在歌曲後段，姚焯菲身後出現這一對情侶的剪影，更能清楚交代姚焯菲與情侶的關係。
在佈置姚焯菲唱歌鏡頭的背景上，製作組也花了不少心思，例如魚缸內佈滿各種植物，姚焯菲附近就出現不同種類的植物；當女主角餵魚糧時，鏡頭上開始有金粉慢慢灑在姚焯菲身上。因此，當女主角最後為忘記舊愛而放生這條魚時，姚焯菲就置身於大海之中。由對愛情充滿幻想，到開始認清一段戀愛的現實。

## 製作團隊
資料來自《原來談戀愛是這麼一回事》音樂錄影帶於YouTube的說明文字。
- 作曲：Cousin Fung
- 作詞：陳耀森
- 編曲：Cousin Fung@emp
- 監製：Cousin Fung@emp、Edward Chan
- 樂器：Cousin Fung
- 和音編曲：Cousin Fung
- 和音：許東晴
- 錄製：Cousin Fung、Edward Chan、Bertha Ngai @Nova
- 混聲：Frankie Hung @ The Shed
- 音樂影片女主角：許月湘
- 母帶：John Davis @ Metropolis London

## 宣傳
歌曲推出後，姚焯菲到商業電台接受鄭裕玲主持的節目《口水多過浪花》訪問及宣傳歌曲，首次與父親一同接受公開訪問。
姚焯菲亦首次到《勁歌金曲》作演出，演唱《原來談戀愛是這麼一回事》，該集於11月21日播出。其後姚焯菲與一眾《聲夢傳奇》學員再次到《勁歌金曲》作演出，姚焯菲演唱該週冠軍歌《原來談戀愛是這麼一回事》，該集於2022年元旦播出。

## 電台派台成績

### 香港
| 週榜單（2021年） | 最高 名次 |
| ---------------- | --------- |
| 勁歌金榜         | (1)       |
| 新城勁爆流行榜   | 1         |
| 903專業推介      | 2         |
| 中文歌曲龍虎榜   | 3         |

- （(1)）兩週冠軍

### 其他
| 地區   | 榜單                                      | 最高排名 |
| ------ | ----------------------------------------- | -------- |
| 中国   | 廣東廣播電視台音樂之聲粵語歌曲排行榜      | 1        |
| 中国   | 廣州電台勁歌王2021年第51周960期歌曲排行榜 | 1        |
| 加拿大 | 加拿大至 HIT 中文歌曲排行榜               | 2        |

## 串流平台榜單表現

### 日榜
| 地區 | 音樂串流平台 | 榜單           | 最高排名 |
| ---- | ------------ | -------------- | -------- |
| 香港 | iTunes       | 熱門歌曲排行榜 | 2        |

### 週榜
| 地區 | 音樂串流平台 | 榜單         | 最高排名 |
| ---- | ------------ | ------------ | -------- |
| 香港 | JOOX         | 本地熱播榜   | 4        |
| 香港 | KKBOX        | 本地新歌週榜 | 4        |

## 所獲獎項
| 年份   | 頒獎典禮                   | 獎項                     | 結果 |
| ------ | -------------------------- | ------------------------ | ---- |
| 2022年 | 香港金曲頒獎典禮 2021/2022 | 香港金曲金曲奬           | 獲獎 |
| 2023年 | 第十四届華語金曲獎         | 十大华语金曲（粤语十大） | 獲獎 |

## 評價
樂評自媒體「年粵日」的樂評人在著作中認為，姚焯菲於選秀比賽中以演繹講述少女憧憬戀愛的戀愛預告成名，而作為其出道歌的這首原來談戀愛是這麼一回事則講述戀愛中各種讓人痛苦的變故，對於當時年僅十五歲的姚焯菲來說顯得過於早熟。但根據此歌MV，姚焯菲是以旁觀者度理解詞中所說的戀愛，可視為她的一個「戀愛預習」，從中領會歌詞結尾的「找個人值得我 不斷愛 無用怕熱戀 會刪改 更懂愛」。在演繹方面，他們認為姚焯菲能理解詞意，感情表達到位，雖唱腔略顯稚嫩，有些瑕疵，但也恰好表現了小女生以自己有限的見識去詮釋該些戀愛遭遇，符合音樂人嚴勵行以往在選秀比賽期間認為姚焯菲應採用「無修飾，全真實」唱法的觀點。
研究歌詞的學者朱耀偉認為此歌顯示了填詞人陳耀森「 充分掌握怎樣為年輕偶像歌手經營感情」。

## 資料來源
1. ↑  劉傳謙. . 香港01. 2021-10-29  [2022-02-04]. （原始内容存档于2022-02-04） （中文（香港））.
2. ↑  . skypost.ulifestyle.com.hk.   [2022-02-04]. （原始内容存档于2022-04-22） （中文）.
3. ↑  . skypost.ulifestyle.com.hk.   [2022-02-04]. （原始内容存档于2022-04-22） （中文）.
4. ↑  劉傳謙. . 香港01. 2021-11-13  [2022-02-04]. （原始内容存档于2022-02-05） （中文（香港））.
5. ↑  . www.bastillepost.com. 2021-10-28  [2022-02-04].
6. ↑  頭條日報. . 頭條日報 Headline Daily.   [2022-02-04]. （原始内容存档于2022-02-04） （英语）.
7. ↑  . Sing Tao Daily 星島日報加拿大. 2021-10-28  [2022-02-04]. （原始内容存档于2022-02-05） （中文（臺灣））.
8. ↑  . 香港經濟日報. 2021-10-28  [2022-07-04]. （原始内容存档于2022-07-26）.
9. 1 2  劉傳謙. . 香港01. 2021-10-30  [2022-02-04]. （原始内容存档于2022-04-04） （中文（香港））.
10. ↑  . 明報周刊. 2021-10-29  [2022-07-04]. （原始内容存档于2021-11-02）.
11. ↑  ,   [2022-02-08], （原始内容存档于2022-02-08） （中文（中国大陆））
12. ↑  . skypost.ulifestyle.com.hk.   [2022-02-04]. （原始内容存档于2022-04-22） （中文）.
13. ↑  . 明報OL網.   [2022-02-04]. （原始内容存档于2022-02-05） （中文（繁體））.
14. ↑  . 明報OL網.   [2022-02-04]. （原始内容存档于2022-02-04） （中文（繁體））.
15. ↑  . k.sina.cn.   [2021-12-26]. （原始内容存档于2022-04-02）.
16. ↑  . itunes.webchart.tech.   [2021-11-13]. （原始内容存档于2021-11-12）.
17. ↑  . KKBOX 風雲榜榜單.   [2021-11-18]. （原始内容存档于2020-12-11） （中文（香港））.
18. ↑  . 羊城网. 2023-07-01  [2023-07-01]. （原始内容存档于2023-07-06） （中文（中国大陆））.
19. ↑  Recole. . 年粵日  (编). . 香港: 非凡. 2022: 143–145. ISBN 978-988-8807-52-9.
20. ↑  朱耀偉; 梁偉詩. .  2022年6月新生版初版. 香港: 亮光文化. 2022: 266. ISBN 978-988-8820-08-5.